# Norberto del Prado
Norberto del Prado, O.P. (Lorío, Laviana, 4 de junio de 1852-14 de julio de 1918) fue un fraile dominico, teólogo y filósofo español.

## Biografía
Nace en Lorío (Asturias), hijo de padres labradores, Francisco del Prado y Umbelina Fernández, ambos de la misma parroquia. Allí cursó los estudios primarios y de latín con gran aprovechamiento, por lo que fue tempranamente cooptado para ingresar en el convento de misioneros dominicos de Ocaña.
Inició sus estudios en el convento dominico de Ocaña, donde tomó el hábito en 1868. Más adelante fue enviado al convento Santo Domingo de Manila (Filipinas), donde terminó sus estudios eclesiásticos e hizo la profesión solemne el 11 de diciembre de 1872. En 1873 recibió el subdiaconado y el 1874 fue ordenado diácono. Un año después, en 1875, fue ordenado sacerdote. Continuó sus estudios en la Universidad de Santo Tomás, donde obtuvo el doctorado en Filosofía y el doctorado en Sagrada Teología. Inmediatamente inicia su vida docente. Fue en Manila donde empezó a ser reconocido como profesor de Filosofía y Teología.
En 1890 fue destinado a Cádiz por motivos de salud. Un año después, en 1891 es destinado como profesor de Teología a la Universidad de Friburgo (Suiza) donde se consagró como filósofo, teólogo y orador, hasta el punto de que algunas de sus obras fueron reconocidas entre las principales producciones en el ámbito de la Teología clásica de su tiempo y colocaron al padre Norberto como uno de los primeros teólogos contemporáneos.
Según Juan Marín del Campo, fray Norberto del Prado fue uno de los grandes tomistas españoles contemporáneos, junto con Juan Manuel Ortí y Lara y los también frailes dominicos Joaquín Fonseca, O.P., y el cardenal Ceferino González, O.P. El P. Álvaro Huerga, O.P., contaba la siguiente anécdota que tenía como protagonistas al P. Norberto y al P. Garrigou-Lagrange, O.P.:

El P. Garrigou-Lagrange estuvo en Friburgo y asistió a algunas clases del P. Norberto del Prado. Norberto del Prado era ciertamente un teólogo tradicional, y se enfrentó fuertemente contra Arintero. Pero Garrigou le admiraba. En una ocasión paseando me dijo que el P. Norberto era como los elefantes, —a mi me impresionó la comparación— que donde pisan pisan a fondo. Cuando el P. Norberto abordaba una cuestión iba hasta el fondo.

Murió el 14 de julio de 1918. Fue sucedido en la cátedra de Teología de la Universidad de Friburgo por Fr. Francisco Marín Sola, O.P.

## Obras

### Libros:[6]
- De gratia et libero arbitrio (1907).

- De veritate fundamentali philosophiae christianae (1911).